# Kid Simius
Kid Simius (né le 3 octobre 1987 à Grenade) est un musicien, producteur et DJ espagnol. Il est surtout connu pour sa participation au troisième album de Marsimoto, Grüner Samt, et pour ses concerts avec Marsimoto et Marteria.

## Biographie
En mars 2012, Kid Simius sort son deuxième EP El Clásico, tiré à 800 exemplaires. Malgré ce faible tirage, sa notoriété en tant qu'artiste solo augmente. Kid Simius participe également à l'EP Lila Wolken de Marteria, sorti le 14 septembre 2012. En 2013, Kid Simius repart également en tournée avec le Marsimoto Soundsystem et se produit également seul.
Il contribue à une partie de l'instrumentation (Additional Guitars) du single Engelsstaub de l'EP Der goldene Käfig du rappeur Mortis, qui vit à Berlin, sorti en janvier 2014. Le 7 mars 2014, Kid Simius sort le mini-album Wet Sounds (classé 61e en Allemagne). Il essaye d'y réintroduire la guitare dans la musique électronique d'une manière « cool », mais c'est aussi une manière de se confronter à ses racines espagnoles.
En 2015, le quatrième album de Marsimoto, Ring Der Nebelungen, est publié. En collaboration avec Nobodys Face, The Krauts, Marsimoto, Bendma et Dead Rabbit, il élabore l'album en Jamaïque. En 2015, il sort l'EP Don Juan Enterprise. En 2018, son album Planet of the Simius sort.